# Valeriana scouleri
Valeriana scouleri är en kaprifolväxtart som beskrevs av Per Axel Rydberg. Valeriana scouleri ingår i släktet vänderötter, och familjen kaprifolväxter. Inga underarter finns listade i Catalogue of Life.